# 富士見ヶ丘検車区
富士見ヶ丘検車区（ふじみがおかけんしゃく）は東京都杉並区に所在する、京王電鉄井の頭線の車両基地。

## 概要
京王井の頭線の富士見ヶ丘駅と久我山駅の間に並行しており、夜間は全車両を留置できるだけの留置線を有する。列車検査・月検査のほか、重要部検査・全般検査が一部実施可能な設備がある。
- 1966年（昭和41年）4月16日 - 永福町駅北側に所在した永福町検車区を廃止、富士見ヶ丘 - 久我山間に富士見ヶ丘検車区を開設[1]。永福町検車区は京王バスの永福町営業所に転用。
- 1970年（昭和45年）4月1日 - 永福町工場を廃止、富士見ヶ丘車両工場を開設[1]。工場・検車区の移転に合わせて乗務員の所属する電車区（運転士）・車掌区（車掌）も富士見ヶ丘に移転した[1]。
- 1983年（昭和58年） - 業務組織変更により、富士見ヶ丘工場は若葉台工場富士見ヶ丘作業場に変更。

## 構内
- 構内にはピット構造の検車庫（検査線）が2本（8・9番線）あり、8番線は列車検査に、9番線は月検査に使用する[3]。
- 手洗浄作業台を備えた洗浄線が1本（11番線）あるほか、車両洗浄装置1基を備えている[3]。
- 留置線は1線に2編成が留置可能なものが5本（5-7・10・12番線）、1線に1編成が留置可能なものが7本（15-17・20-24番線）ある[3]。
- 4・13・14番線は引き上げ線であり、0・15‐24番線に入線する場合は14番線を経由する必要がある[3]。
- 工場線は5両編成2本が収容（18・19番線）でき、18番線は重要部検査または全般検査に、19番線はリニューアル工事等に使用している[3]。
  - 工場線に隣接した0番線には台車脱着場（台車トラバーサー）がある[3]。本検車区には車輪転削設備を備えていないため、車輪転削は取り外した台車をトラックで若葉台検車区まで運んで削正を行っている[3]。
  - 重要部検査・全般検査時は、車体・パンタグラフ以外の機器は取り外して、機器をトラックで若葉台工場まで運んで検査を行っている[3]。この検査の大部分は京王重機整備（京王重機整備若葉台整備事業所富士見ヶ丘担当）が行っている[3]。

## 所属車両
- 1000系　5両編成29本　145両

## その他
- 新造車両の納入、廃車車両の搬出はすべて陸送にて行われるが、検車区周辺は道路が狭く作業スペースもないので、永福町駅に隣接した京王バス永福町営業所を利用して行われている。そのため、電車搬入時はバス車両の一部が当検車区付近に疎開されることが多い。（JPやMKなど中型車が疎開されることが多く、高速車は疎開されない）
- 都市計画上では敷地の大部分が高井戸公園の計画範囲に含まれているが、当面公園の整備範囲からは外れている[4]。